# SAFIR Automobile
SAFIR Automobile, vorher Schweizer Automobil Fabrik in Rheineck SAFIR, war ein Schweizer Hersteller von Automobilen und Nutzfahrzeugen.

Plakat von Burkhard Mangold für SAFIR (1907)

## Unternehmensgeschichte
Anton Dufour und Jakob Schmidheiny gründeten am 14. November 1906 in Rheineck das Unternehmen Schweizer Automobil Fabrik in Rheineck SAFIR zur Produktion von Automobilen. Der Markenname lautete Safir, abgeleitet von Schweizer Automobil Fabrik In Rheineck. 1907 folgte die Umbenennung in SAFIR Automobile und der Umzug  an die Hardstrasse 219 nach Zürich. 1910 endete die Produktion nach ein paar Dutzend hergestellter Exemplare.

## Fahrzeuge

### Automobile
Im Angebot standen die Modelle 30 PS und 50 PS. Für den Antrieb sorgte ein Vierzylinder-Reihenmotor, der vorne im Fahrzeug montiert war und über eine Kardanwelle die Hinterachse antrieb. Besonderheiten waren ein direkt übersetzter oberer Gang des Getriebes sowie der Druckluftstarter von Saurer. Die bauartbedingte Höchstgeschwindigkeit des stärkeren Modells war mit 97 km/h angegeben.

### Nutzfahrzeuge
Das Unternehmen stellte einige Lastkraftwagen und Omnibusse her. Rudolf Diesel, Hippolyt Saurer, Heinrich Dechamps und Gustave Seguin arbeiteten an einem Dieselmotor für Strassenfahrzeuge.